# 第一夫人
第一夫人（英語：First Lady）或第一先生（英語：First Gentleman）是一个尊称，适用于国家或其下辖行政区划的元首或領導人的配偶。第一夫人或第一先生并非正式政府公共職務，但是一般来说他们负责主持在元首官邸举行的各种接待宴会，陪同元首对别国进行国事访问，或是出席各种慈善活动。

## 称呼起源
第一夫人称谓起源于美国，共有4种说法：

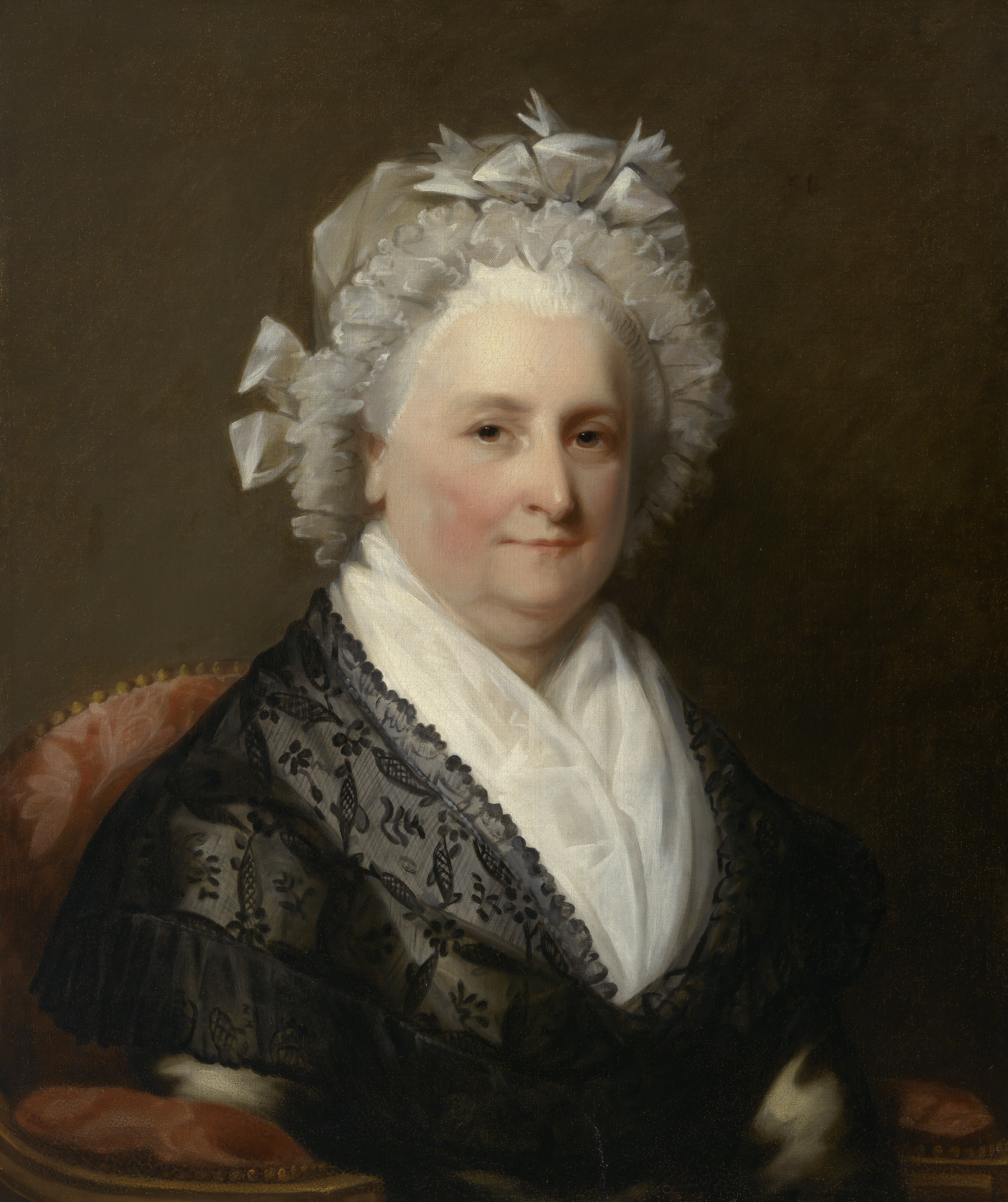
首任美國總統喬治·華盛頓夫人馬莎·華盛頓

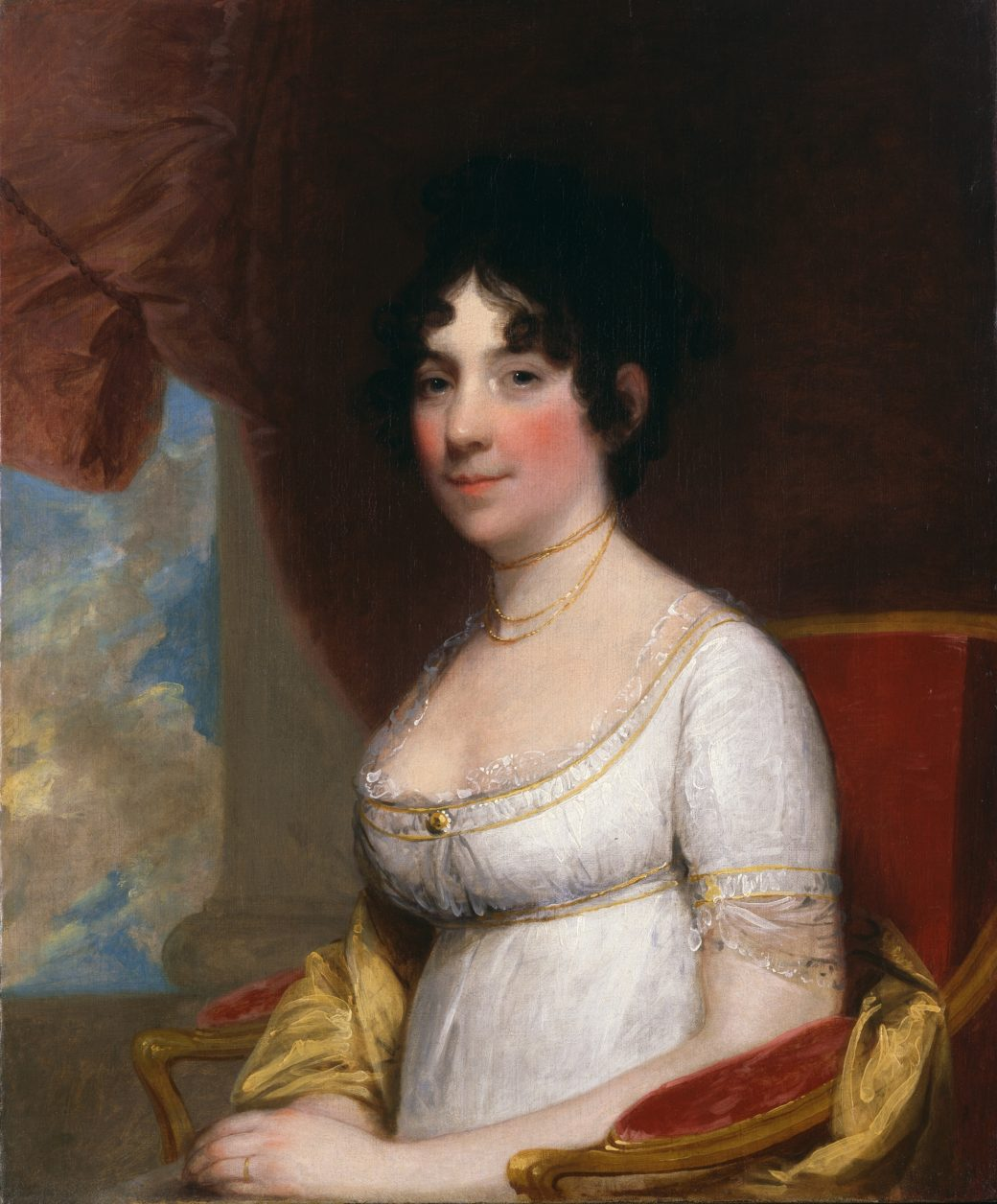
第四任美國總統詹姆斯·麥迪遜夫人多莉·麦迪逊是史上首位獲得“第一夫人”稱譽的總統夫人

首任中華民國總統蔣中正夫人宋美齡

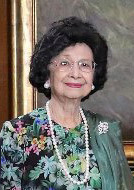
第四任及第七任马来西亚首相马哈迪·莫哈末妻子茜蒂哈斯玛被人民称为“永远的第一夫人”

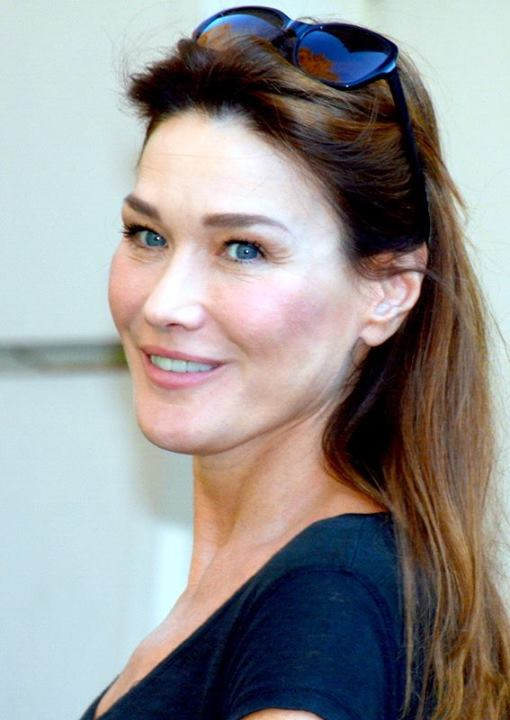
法國總統尼古拉·薩科齊夫人卡拉·布魯尼為史上首位超級名模出身的第一夫人

1. 战前论：此论认为最早提到“第一夫人”是在1849年，多莉·麦迪逊逝世时，泰勒总统称她为“我们半个世纪的第一夫人”。
2. 内战论：1861年，报界称亚伯拉罕·林肯夫人玛丽·托德为第一夫人。
3. 战后论：1877年，海斯夫人被称为“国家的第一夫人”。
4. 20世纪论：1911年，一部戏剧《国家的第一夫人》的诞生，称为此论的立脚点。

有觀點認為「第一夫人」這個禮儀角色於西方（或者被西化的）國家比較常見，於某些共產或者前蘇聯國家比較少見。
第一先生是一個适用于並不遵行君主制的国家或地区的稱號，是非君主国家元首或州分行政首長丈夫的敬稱。如果领导人的配偶因各种原因而不能胜任第一夫婿的礼仪角色，亦有可能由其他男性替代。從前領導人的男性配偶並不會有特別稱謂，隨著世界上女性領導人及同性婚姻領導人增加，「第一先生」也日益增長。如英国撒切尔夫人丈夫丹尼斯·撒切尔爵士、德国前总理梅克尔之夫约阿希姆·绍尔。如果领导人至今未婚但有稳定恋爱对象，那么则称为第一伴侣，如法国前总統奥朗德前女友瓦莱丽·特里耶维勒、澳大利亚前总理吉拉德男友Tim Mathieson。

## 由非領導人配偶人士擔任
如果領導人為單身或其配偶因各种原因而不能胜任第一夫人的礼仪角色，亦有可能由其他女性親屬或官員替代。

### 秘魯
秘魯總統藤森謙也在任期間與其第一任妻子蘇珊娜·樋口發生爭端並且於1996年離婚。藤森其後委任他的女兒藤森惠子代任第一夫人。

### 大韓民國
1974年，时任大韓民國總統朴正熙的夫人陸英修遇刺身亡。陸英修死後由朴正熙的长女朴槿惠代任第一夫人，直至1979年朴正熙被枪杀；2012年，在大韓民國國內，由於時任總統朴槿惠為單身，所以其在位期間韓國沒有「第一先生」。随着前任總統尹錫悅被宪法法院通过弹劾，其妻金建希女士同时卸任韓國第一夫人。当前该职务为李在明夫人金惠景所担任。

### 南越
越南共和国首任总统吴廷琰終身未娶。第一夫人一職由其弟媳，身為吳廷瑈妻子的陈丽春擔任。由於陳的身分，某些西方文獻會把她稱為「吴廷瑈夫人」或「瑈夫人」。

### 中華民國
由於第14—15任中華民國總統蔡英文單身，其在任間中華民國沒有「第一夫婿」。在亞太經濟合作會議中，中華民國所派領袖代表之配偶或親屬會在該場合中擔當此角色進行交流。

### 美国
美國有多位總統在任期間是單身的，並以其親人或其他人以非總統配偶的身分擔任第一夫人職責。
第三任總統托马斯·杰斐逊的妻子在杰斐逊當選總統前已經去世。在杰斐逊任內，他的女兒瑪莎·杰斐逊曾經擔任總統官宅主婦。當時的國務卿夫人多莉·麥迪遜亦曾經擔任過第一夫人的職責。
第七任總統安德魯·傑克逊的妻子在傑克森就任總統前已經去世。在傑克逊任內，他的外甥女愛蜜莉·唐尼爾森曾經以女款待的身分擔任非正式的第一夫人。他的女兒莎拉·約克·傑克逊亦在傑克逊最後幾個月的任期內擔任女款待。那時，愛蜜莉·唐尼爾森已經離世。
第八任总统马丁·范布伦的妻子在其當選總統前已經離世，所以范布倫擔任總統期間由其儿媳妇擔任第一夫人。
第十五任總統詹姆斯·布坎南因為個人理由而終生不娶。其任內第一夫人的職責由他的姪女兒以女款待的身分擔任。

## 争议

### 中华人民共和国
在刘少奇担任中国国家主席期间，多次偕夫人王光美出访，外国媒体多以“第一夫人”称呼王光美，引起毛泽东夫人江青不满，江青认为自己作为中共中央主席的夫人，才是理所当然的第一夫人。这为以后文化大革命批斗刘少奇夫妇两人埋下伏线。

### 马来西亚
马来西亚方面，首相夫人並非正式政府公共职务。在纳吉·阿都拉萨任首相期間，首相署官方网站曾上载“第一夫人部门”（FLOM Division，被认为是指）的职员名单，引起民联国会议员对首相署的质疑；首相署之后撤销該名单，并澄清有关职员是偶尔协助首相夫人处理文书工作，不涉及任何额外行政开销。